# Tsukimi Namiki
Tsukimi Namiki (japanisch 並木 月海; * 17. September 1998 in Narita) ist eine japanische Boxerin im Fliegengewicht.

## Karriere
Tsukimi Namiki begann 2013 als Schülerin an der Hanasaki Tokuharu High School in Kazo mit dem Boxsport. Ihr Trainer ist Keichi Yada von den Selbstverteidigungsstreitkräften.
Sie boxte ab 2017 bei den Erwachsenen und konnte bereits bei den Weltmeisterschaften 2018 in Neu-Delhi eine Bronzemedaille erkämpfen, nachdem ihr Siege gegen Asisa Jokubowa, Buse Naz Çakıroğlu, Ceire Smith und Graziele Sousa gelungen waren. Im Halbfinale war sie gegen Jaina Schekerbekowa ausgeschieden.
Bei den Weltmeisterschaften 2019 in Ulan-Ude besiegte sie Nasym Qysaibai und Nina Radovanović, ehe sie gegen die amtierende Weltmeisterin Pang Chol-mi auf einem fünften Platz ausschied.
Im März 2020 startete sie bei der asiatisch-ozeanischen Olympiaqualifikation in Amman, besiegte Altantsetseg Lutsaikhan, Jutamas Jitpong und Huang Hsiao-wen, wodurch sie sich für die in Tokio ausgetragenen Olympischen Spiele 2020 qualifizierte. Zusammen mit der im Federgewicht qualifizierten Sena Irie konnten sich erstmals in der olympischen Geschichte japanische Boxerinnen für Olympia qualifizieren. Bei den Spielen selbst siegte sie gegen Catherine Nanziri, Graziele Sousa und Íngrit Valencia, ehe sie im Halbfinale gegen Stojka Krastewa mit einer olympischen Bronzemedaille ausschied.
Bei der Asienmeisterschaft 2022 in Amman gewann sie Silber, während sie bei den Asienspielen 2023 in Hangzhou in der Vorrunde gegen Chuthamat Raksat ausschied.